# Sainte-Radegonde, Gers
Sainte-Radegonde är en kommun i departementet Gers i regionen Occitanien i sydvästra Frankrike. Kommunen ligger i kantonen Fleurance som tillhör arrondissementet Condom. År 2022 hade Sainte-Radegonde 175 invånare.

## Befolkningsutveckling
Antalet invånare i kommunen Sainte-Radegonde
Referens:INSEE